# أكيكو ميامرا
أكيكو ميامرا (باليابانية: 宮村亜貴子؛ بالكانا: みやむら あきこ) هي لاعبة كرة الريشة يابانية، ولدت في 14 أكتوبر 1974.

## وصلات خارجية
- أكيكو ميامرا على موقع BWF.tournamentsoftware.com (الإنجليزية)
- أكيكو ميامرا على موقع BWFbadminton.com (الإنجليزية)
- أكيكو ميامرا على موقع اللجنة الأولمبية الدولية (الإنجليزية)
- أكيكو ميامرا على موقع أوليمبيديا (الإنجليزية)